# Paul Fenneberg
Paul Fenneberg (født 25. november 1907, død 21. september 1982) var en dansk lektor og politiker, der var konservativ borgmester i Lyngby-Taarbæk Kommune 1952-1972.
Fenneberg var søn af grosserer Hans Martin Hannibal Fenneberg og Hilma Kjølhede-Larsen. Han blev gift første gang i 1941 med Ella Martine Emilie Jacobsen og anden gang i 1958 med skuespillerinden Nina Kalckar.
Fenneberg var i perioden 1928-1933 lektor i skandinaviske sprog ved Universitet Jagielloński i Kraków. I perioden 1935-1939 var han redaktør for Københavns Amts Avis, og 1946-1950 var han sekretær for Turistforeningen for København og Omegn.
I 1937 blev Fenneberg medlem af Lyngby-Taarbæk Sogneråd, og i 1950 blev han sognerådsformand. Da sognerådet i 1952 blev omdannet til Lyngby-Taarbæk Kommune blev Fenneberg udnævnt som kommunens borgmester, en position han beklædte frem til 1972. I perioden 1970-1974 var han næstformand for KL.
I 1952 var Paul Fenneberg medstifter af Lyngby Kunstforening, som var blandt de første der tog initiativ til at præsentere en række udstillinger af samtidskunst udenfor Hovedstaden. I 1954 kunne Lyngby Kunstforening således præsentere landets første udstilling med værker af Picasso - takket være formandens personlige besøg hos kunstneren i Vallauris, Provence . 
I 1969 købte Paul Fenneberg Cobra-loftet for 10.000 kr. af egen lomme, og lod det, stadig i privat eje, efter omfattende restaurering installere i staldbygningen ved Sophienholm. Paul Fenneberg var Lyngby Kunstforenings formand frem til sin død i 1982, hvor han testamenterede sit bo til Lyngby Kunstforening. En buste, skabt af kunstneren Aksel Hoffmann i 1976, kan ses ved Sophienholm, Kgs. Lyngby. 
Paul Fenneberg har også udgivet en række lærebøger i dansk for udlændinge.

## Udvalgt bibliografi
- Dänische Umgangssprache (1934)
- Mein fröhliches Kopenhagen (1934)
- Speak Danish (1938)
- The Danish Phrase Book (1945)
- This Copenhagen (1946)
- København og Omegn (1947)
- Parlez Danois (1950)
- Dänisch fur Ausländer (1953)